# Тревис Конекни
Тревис Конекни (енгл. Travis Konecny — Лондон, 11. март 1997) професионални је канадски хокејаш на леду који игра на позицијама десног крила и центра.
Члан је сениорске репрезентације Канаде за коју је на међународној сцени дебитовао на светском првенству 2017. године када је са Канађанима освојио сребрну медаљу.
Учествовао је на улазном драфту НХЛ лиге 2015. где га је као 24. пика у првој рунди одабрала екипа Филаделфија флајерса. Годину дана касније дебитовао је у НХЛ лиги, а у својој дебитантској сезони на 70 утакмица постигао је 11 голова и 17 асистенција. 